# Cloanthella clypeata
Cloanthella clypeata är en insektsart som beskrevs av Bolívar, I. 1890. Cloanthella clypeata ingår i släktet Cloanthella och familjen vårtbitare. Inga underarter finns listade i Catalogue of Life.